# Tube auditif
 (juin 2019).
Si vous disposez d'ouvrages ou d'articles de référence ou si vous connaissez des sites web de qualité traitant du thème abordé ici, merci de compléter l'article en donnant les références utiles à sa vérifiabilité et en les liant à la section « Notes et références ».
Le tube auditif (ou trompe d'Eustache ou trompe auditive) est un conduit osseux et fibrocartilagineux reliant la paroi antérieure de l'oreille moyenne au rhinopharynx, c'est-à-dire l'arrière-nez. Elle a été décrite pour la première fois en 1543 par le médecin italien Bartolomeo Eustachi qui en fait une description exacte et en détermine le fonctionnement. Elle est ainsi nommée en son honneur par Antonio Valsalva. 

## Anatomie
La trompe d’Eustache est un conduit étroit qui relie l’oreille moyenne et le rhinopharynx (la partie de la gorge qui se situe au-dessus du voile du palais, en arrière du nez). Elle mesure en moyenne 3,7 cm de long.
Elle est constituée de deux cônes allongés unis par leurs sommets (isthme tubaire) ces deux segments font entre eux un angle de 160° ouvert vers le bas. La trompe a une direction générale en dedans en bas et en avant.
- le cône externe, 1,0 cm, est osseux : c'est le protympanum du rocher (os temporal). Il s'ouvre dans l'oreille moyenne par un orifice de 5 mm de haut sur 2 mm de large et s'abouche avec la trompe cartilagineuse par un orifice très étroit de 2 mm de haut pour 1 mm de large
- le cône interne 2,5 cm est fibrocartilagineux, il fait partie du pharynx. Il s'ouvre au niveau du pharynx par un orifice de 8 mm de hauteur pour 5 mm de large. Toutefois, cet orifice au repos est pratiquement collabé et ne s'ouvre qu'aux mouvements de déglutition ou de béance tubaire volontaire (connus des plongeurs). Cette partie est constituée du cartilage du tube auditif en forme de gouttière ouverte vers le bas formé par l'union d'une lame médiale et d'une lame latérale et complété par une lame fibreuse qui forme la partie antérieure et inférieure de la trompe.
- Les muscles sont au nombre de deux :
  - le péristaphylin externe : muscle tenseur du voile du palais : agit par sa couche profonde sur la trompe d'Eustache en abaissant son plancher,
  - le péristaphylin interne : muscle élévateur du voile du palais, il s'insère sur la plaque médiane du cartilage tubaire ; sa contraction ouvre la trompe surtout au niveau de son orifice pharyngé.

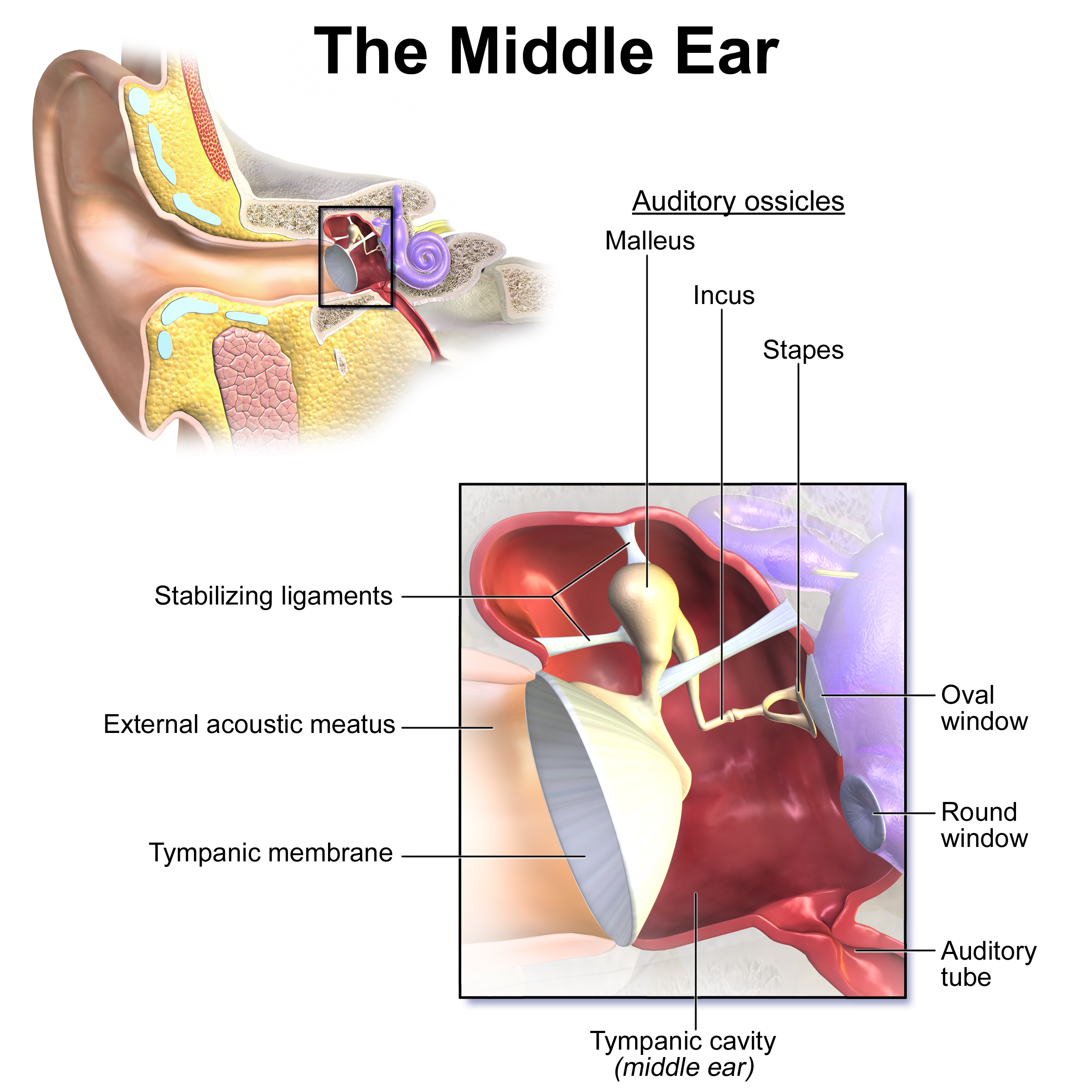
L'oreille moyenne, extrémité de la trompe d'Eustache (Auditory tube).
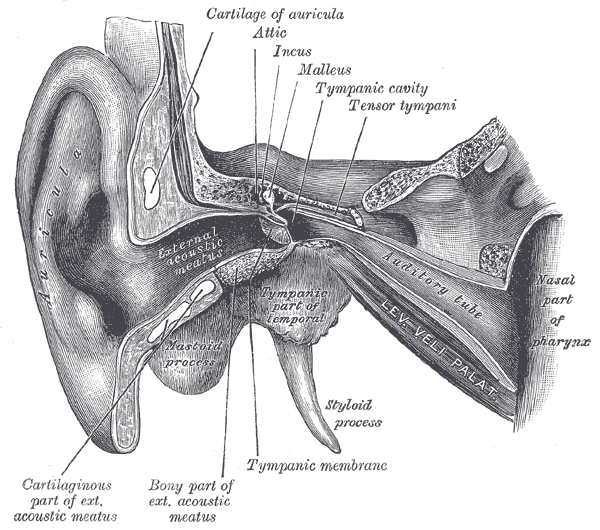
Oreilles externe et moyenne avec la trompe d'Eustache.
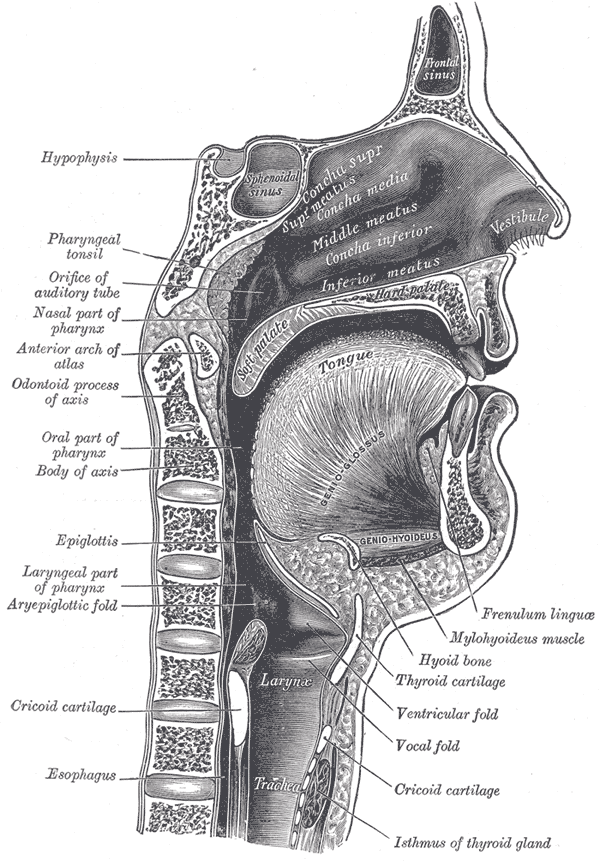
Orifice de la trompe d'Eustache dans le rhinopharynx (Orifice of auditory tube).

## Fonctions
La trompe d'Eustache joue un rôle dans plusieurs fonctions :
- une fonction mécanique, sa fermeture empêche l'introduction d'agents pathogènes, de sécrétions nasales dans l'oreille moyenne, mais également l'arrivée de sons vocaux directement dans cette cavité ;
- une fonction de clairance mucociliaire, dans sa partie basse, au plus près du rhinopharynx, chargée d'évacuer les corps gênants de l'oreille moyenne ;
- une fonction équipressive, chargée d'égaliser la pression des deux côtés du tympan[3] pour éviter sa rupture en cas de grande différence de pression entre le milieu extérieur et l'oreille moyenne.

Dans les conditions normales, la trompe, fermée au repos, s’ouvre pendant une fraction de seconde lors de la déglutition ou d’un bâillement. À ce moment, l’air reste dans l’oreille moyenne et remplace celui qui a été absorbé par la muqueuse ou corrige la pression qui a été modifiée par un changement d’altitude. Tout ce qui peut perturber le fonctionnement de la trompe d’Eustache occasionne des troubles de l’oreille moyenne avec retentissement sur l’audition.

## Troubles
L’obstruction ou le blocage de la trompe d’Eustache entraîne, par résorption de l’air, une baisse de pression dans l’oreille moyenne, avec rétraction du tympan. Chez l’adulte, ceci se traduit par une sensation de tension, d’oreille pleine, d’inconfort, de baisse auditive et de bourdonnement. Si les troubles persistent, du liquide va diffuser et remplacer l’air, créant une otite séreuse (il existe un épanchement de liquide clair dans l’oreille). Ceci arrive assez souvent chez l’enfant qui fait des épisodes infectieux rhinopharyngés ou des allergies. Beaucoup plus rarement, le tube peut rester béant. On appelle ceci la béance de la trompe d’Eustache ou béance tubaire, qui se manifeste chez l’adulte par la sensation désagréable d’entendre sa respiration, la voix qui se réfléchit (autophonie).
Chez les jeunes enfants, on place parfois un aérateur transtympanique pour aérer l'oreille moyenne lorsque la trompe d'Eustache ne remplit pas sa fonction.
Chez les sujets de plus de 5 ans et demi - 6 ans, souffrant régulièrement d'otites séreuses ou d'otites séromuqueuses, une rééducation tubaire est recommandée à titre préventif.
Il est parfois nécessaire de pratiquer une paracentèse ou perforation du tympan sous anesthésie, afin de permettre au liquide de s'écouler et à la pression de s'équilibrer de part et d'autre du tympan.